# فهرست جایزه‌ها و نامزدی‌های ایمی آدامز
ایمی آدامز بازیگر آمریکایی است که جوایز و نامزدی‌های مختلفی را دریافت‌ کرده‌است؛ شامل دو جایزه گلدن گلوب، چهار جایزه گزینش منتقدان فیلم و یک جایزه انجمن بازیگران فیلم. علاوه بر آن، او نامزد دریافت شش جایزه اسکار و هفت جایزه بفتا شده‌است. در سال ۲۰۱۷، آدامز به‌خاطر موفقیتش در صنعت فیلم، موفق به دریافت ستاره‌ای در پیاده‌روی مشاهیر هالیوود شد.
نقش برجسته آدامز در سال ۲۰۰۵ در کمدی-درام مستقل جون‌باگ بود که برایش نامزدی جایزه اسکار بهترین بازیگر نقش مکمل زن و نیز برد جایزه سینمایی انتخاب منتقدان برای بهترین بازیگر نقش مکمل زن و جایزه ایندیپندنت اسپیریت برای بهترین بازیگر نقش مکمل زن را برایش به همراه داشت. در سال ۲۰۰۷، او با بازی در فیلم افسون‌زدهِ والت دیزنی پیکچرز، برندهٔ جایزه ساترن بهترین بازیگر نقش اول زن و نامزد جایزه گلدن گلوب بهترین بازیگر زن - فیلم موزیکال یا کمدی، جایزه سینمایی انتخاب منتقدان برای بهترین بازیگر زن و سه جایزه سینمایی و تلویزیونی ام‌تی‌وی شد. عملکرد آدامز در درام‌های تحسین‌برانگیز تردید (۲۰۰۸)، مشت‌زن (۲۰۱۰)، استاد (۲۰۱۲) چندین تمجید از جمله نامزدی جایزه اسکار، انجمن مطبوعات خارجی هالیوود، جوایز فیلم بفتا، جایزه انجمن بازیگران فیلم و جایزه گزینش منتقدان فیلم را برایش به‌همراه داشت.
از سال ۲۰۱۳، آدامز برای بازی در شخصیت لوئیس لینِ دی‌سی کامیکس در دنیای توسعه‌یافته دی‌سی، نامزدی دو جایزه برگزیده مردم و چهار جوایز برگزیده نوجوانان را دریافت‌‌ کرده‌است. برای عملکرد او در نقش هنرمندی فریبکار در فیلم کمدی-درام حقه‌بازی آمریکایی، آدامز برندهٔ جایزه گلدن گلوب برای بهترین بازیگر زن - فیلم موزیکال یا کمدی و جایزه سینمایی انتخاب منتقدان برای بهترین جلوه‌های بازیگر زن کمدی و برای نخستین بار نامزد جایزه اسکار بهترین بازیگر نقش اول زن شد. در سال‌های بعد، با بازی در نقش مارگارت کین در درام زندگی‌نامه‌ای چشمان بزرگ برندهٔ دومین جایزه متوالی برای بهترین بازیگر زن - فیلم موزیکال یا کمدی شد که او را به چهارمین بازیگر زن برای رسیدن به این موفقیت برجسته تبدیل کرد. او همچنین دومین نامزدی جایزه بفتای بهترین بازیگر نقش اول زن را برای این نقش‌آفرینی به‌دست آورد. در سال ۲۰۱۶، آدامز برندهٔ جایزه هیئت ملی بازبینی فیلم برای بهترین بازیگر زن و نامزد گلدن گلوب، جایزه انجمن بازیگران فیلم، جایزه بفتا و جایزه گزینش منتقدان فیلم برای بهترین بازیگر زن برای بازی در نقش یک زبان‌شناس در فیلم علمی-تخیلی ورود شد.

## جایزه اسکار
جوایز اسکار مجموعه‌ای از جوایز هستند که توسط آکادمی علوم و هنرهای سینما به‌صورت سالانه برای تعالی دستاوردهای سینمایی اعطا می‌شوند. آدامز شش بار نامزد جایزه اسکار شده‌است؛ برابر با بازیگران زنی همچون دبورا کار و تلما ریتر که وی را به‌طور مشترک در رده دوم بیشترین نامزدی بدون برنده شدن قرار داده‌است (گلن کلوز، با هفت نامزدی رکورددار است).

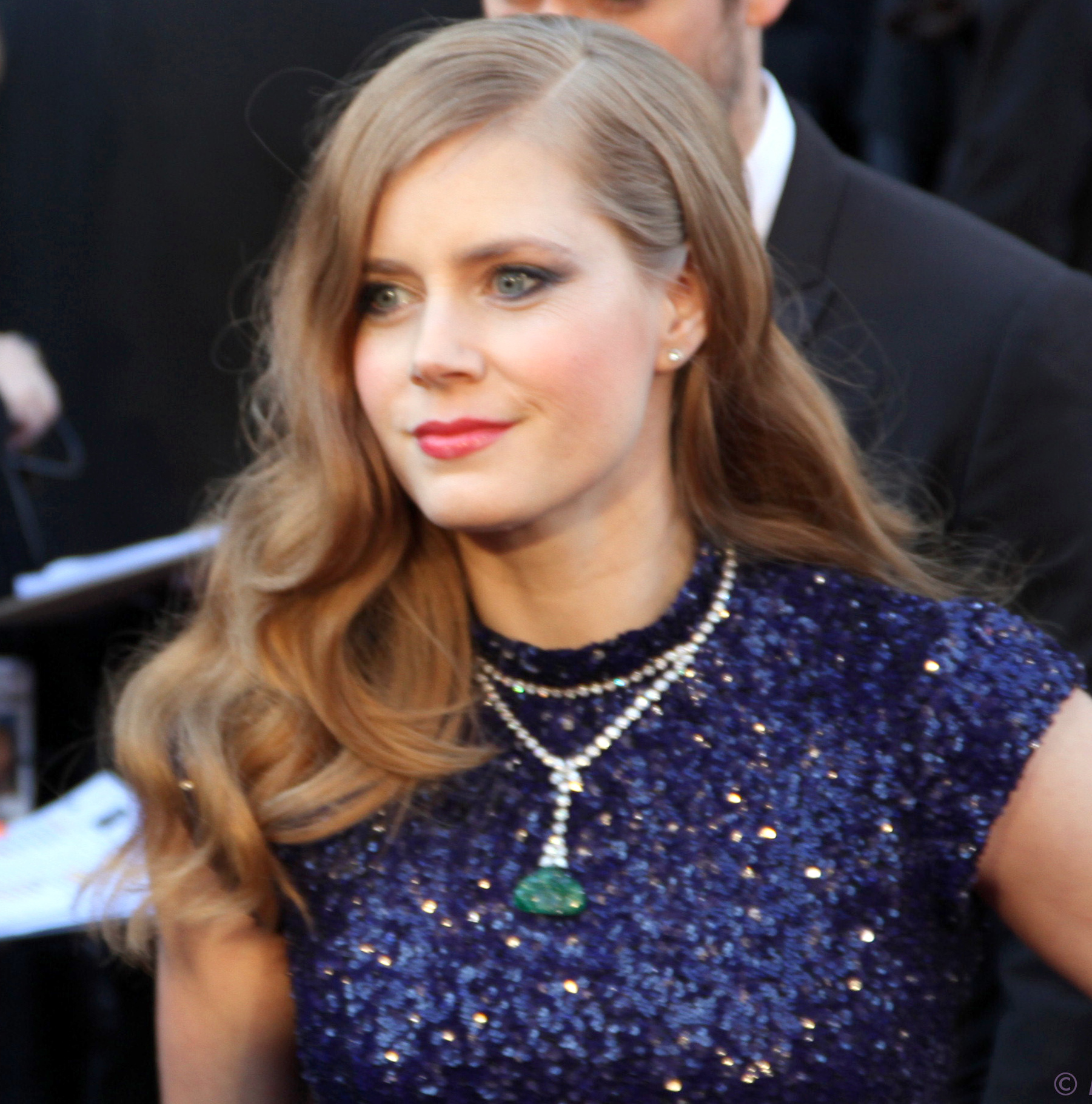
آدامز در هشتاد و سومین دوره جوایز اسکار در سال ۲۰۱۱

| سال  | اثر نامزدشده     | دسته                      | نتیجه    | منبع   |
| ---- | ---------------- | ------------------------- | -------- | ------ |
| ۲۰۰۶ | جون‌باگ           | بهترین بازیگر نقش مکمل زن | نامزدشده | [ ۷ ]  |
| ۲۰۰۹ | تردید            | بهترین بازیگر نقش مکمل زن | نامزدشده | [ ۸ ]  |
| ۲۰۱۱ | مشت‌زن            | بهترین بازیگر نقش مکمل زن | نامزدشده | [ ۹ ]  |
| ۲۰۱۳ | استاد            | بهترین بازیگر نقش مکمل زن | نامزدشده | [ ۱۰ ] |
| ۲۰۱۴ | حقه‌بازی آمریکایی | بهترین بازیگر نقش اول زن  | نامزدشده | [ ۱۱ ] |
| ۲۰۱۹ | معاون            | بهترین بازیگر نقش مکمل زن | نامزدشده | [ ۱۲ ] |

## جایزه اکتا
جایزه اکتا سالانه توسط آکادمی هنرهای سینمایی و تلویزیونی استرالیا و برای ارج نهادن به دستاوردهای صنعت فیلم و تلویزیون اهدا می‌شود.
| سال  | اثر نامزدشده     | دسته                      | نتیجه    | منبع   |
| ---- | ---------------- | ------------------------- | -------- | ------ |
| ۲۰۱۳ | حقه‌بازی آمریکایی | بهترین بازیگر نقش اول زن  | نامزدشده | [ ۱۴ ] |
| ۲۰۱۶ | نورسیده          | بهترین بازیگر نقش اول زن  | نامزدشده | [ ۱۵ ] |
| ۲۰۱۸ | معاون            | بهترین بازیگر نقش مکمل زن | نامزدشده | [ ۱۶ ] |

## جوایز فیلم بفتا
جوایز فیلم بفتا یک مجموعه جایزه سالانه است که توسط بفتا اهدا می‌شود.

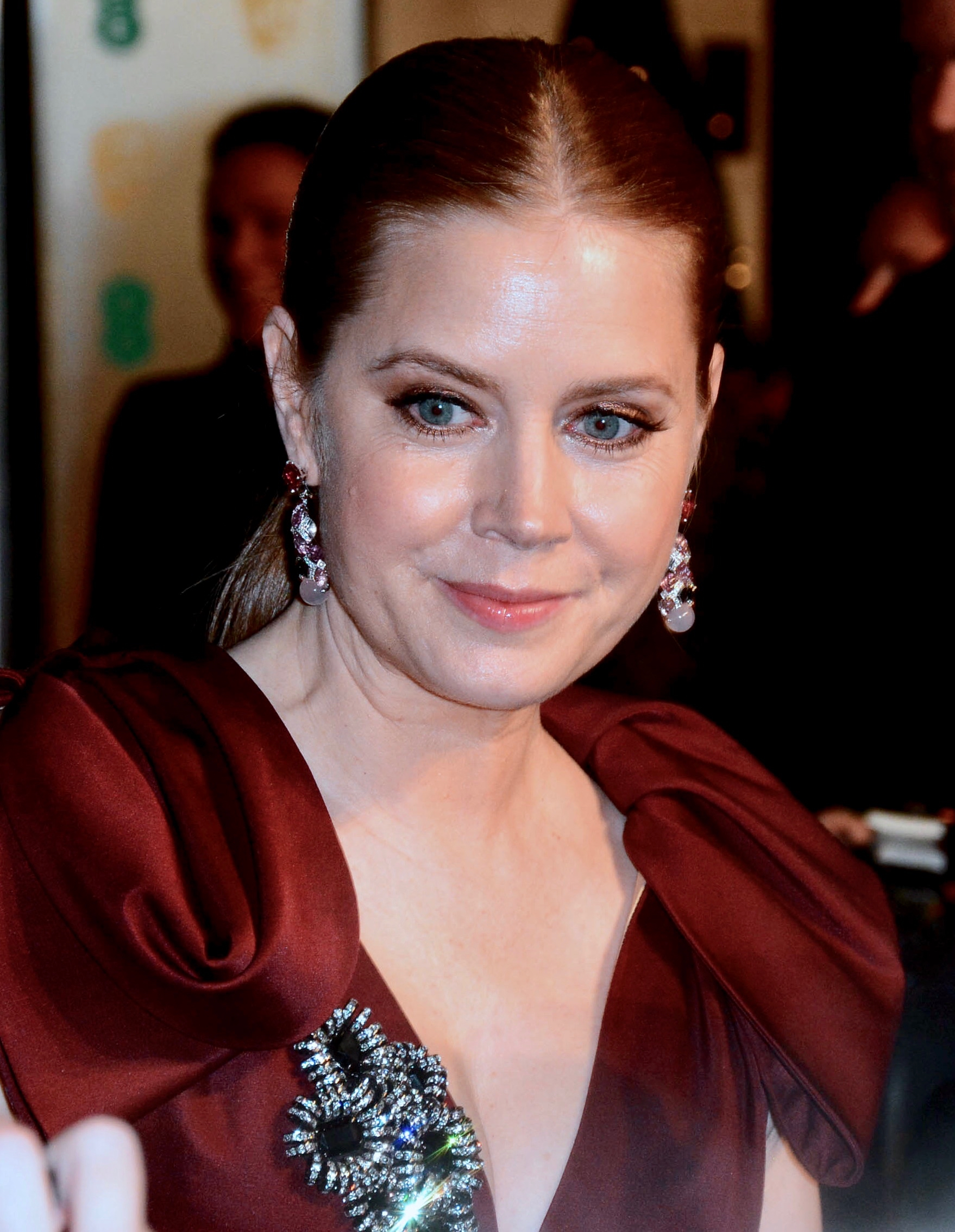
آدامز در جشنواره جوایز فیلم بفتا در سال ۲۰۱۹ وقتی که نامزد بهترین بازیگر نقش مکمل زن برای نقش‌آفرینی لین چینی در فیلم معاون (۲۰۱۸) بود.

| سال  | اثر نامزدشده     | دسته                      | نتیجه    | منبع   |
| ---- | ---------------- | ------------------------- | -------- | ------ |
| ۲۰۰۸ | تردید            | بهترین بازیگر نقش مکمل زن | نامزدشده | [ ۱۸ ] |
| ۲۰۱۰ | مشت‌زن            | بهترین بازیگر نقش مکمل زن | نامزدشده | [ ۱۹ ] |
| ۲۰۱۲ | استاد            | بهترین بازیگر نقش مکمل زن | نامزدشده | [ ۲۰ ] |
| ۲۰۱۳ | حقه‌بازی آمریکایی | بهترین بازیگر نقش اول زن  | نامزدشده | [ ۲۱ ] |
| ۲۰۱۴ | چشمان بزرگ       | بهترین بازیگر نقش اول زن  | نامزدشده | [ ۲۲ ] |
| ۲۰۱۶ | نورسیده          | بهترین بازیگر نقش اول زن  | نامزدشده | [ ۲۳ ] |
| ۲۰۱۸ | معاون            | بهترین بازیگر نقش مکمل زن | نامزدشده | [ ۲۴ ] |

## جایزه گزینش منتقدان فیلم
جایزه گزینش منتقدان فیلم از سال ۱۹۹۵ به صورت سالانه توسط انجمن منتقدان پخش فیلم برای بزرگداشت دستاوردهای برجسته در صنعت فیلم اهدا می‌شود.
| سال  | اثر نامزدشده     | دسته                          | نتیجه    | منبع   |
| ---- | ---------------- | ----------------------------- | -------- | ------ |
| ۲۰۰۶ | جون‌باگ           | بهترین بازیگر نقش مکمل زن     | برنده    | [ ۲۶ ] |
| ۲۰۰۸ | افسون‌زده         | بهترین بازیگر زن              | نامزدشده | [ ۲۷ ] |
| ۲۰۰۹ | تردید            | بهترین گروه بازیگران          | نامزدشده | [ ۲۸ ] |
| ۲۰۱۱ | مشت‌زن            | بهترین بازیگر نقش مکمل زن     | نامزدشده | [ ۲۹ ] |
| ۲۰۱۱ | مشت‌زن            | بهترین گروه بازیگران          | برنده    | [ ۲۹ ] |
| ۲۰۱۳ | استاد            | بهترین بازیگر نقش مکمل زن     | نامزدشده | [ ۳۰ ] |
| ۲۰۱۴ | حقه‌بازی آمریکایی | بهترین جلوه‌های بازیگر زن کمدی | برنده    | [ ۳۱ ] |
| ۲۰۱۴ | حقه‌بازی آمریکایی | بهترین گروه بازیگران          | برنده    | [ ۳۱ ] |
| ۲۰۱۷ | نورسیده          | بهترین بازیگر زن              | نامزدشده | [ ۳۲ ] |
| ۲۰۱۹ | معاون            | بهترین بازیگر نقش مکمل زن     | نامزدشده | [ ۳۳ ] |
| ۲۰۱۹ | معاون            | بهترین گروه بازیگران          | نامزدشده | [ ۳۳ ] |

## جایزه گزینش منتقدان تلویزیون
جایزه گزینش منتقدان تلویزیون از سال ۲۰۱۱ به صورت سالانه توسط انجمن منتقدان پخش فیلم برای بزرگداشت دستاوردهای برجسته در صنعت فیلم اهدا می‌شود. این جوایز به منظور افزایش دسترسی روزنامه‌نگاران تحت پوشش صنعت تلویزیون، به‌وجود آمد.
| سال  | اثر نامزدشده | دسته                     | نتیجه | منبع   |
| ---- | ------------ | ------------------------ | ----- | ------ |
| ۲۰۱۸ | چیزهای تیز   | بهترین بازیگر نقش اول زن | برنده | [ ۳۳ ] |

## جوایز دوریان
جوایز دوریان ارائه شده توسط انجمن منتقدان گی و لزبین حوزه سینما، تئاتر و موسیقی به فیلم‌های مربوط به دگرباشان جنسی اهدا می‌شود.
| سال  | اثر نامزدشده | دسته                           | نتیجه    | منبع   |
| ---- | ------------ | ------------------------------ | -------- | ------ |
| ۲۰۱۹ | چیزهای تیز   | بهترین بازیگر زن تلویزیونی سال | نامزدشده | [ ۳۶ ] |

## جایزه امپایر
جایزه امپایر سالانه و برای بزرگداشت دستاوردهای سینمایی اهدا می‌شود.
| سال  | اثر نامزدشده     | دسته                     | نتیجه    | منبع   |
| ---- | ---------------- | ------------------------ | -------- | ------ |
| ۲۰۱۳ | حقه‌بازی آمریکایی | بهترین بازیگر نقش اول زن | نامزدشده | [ ۳۸ ] |
| ۲۰۱۶ | نورسیده          | بهترین بازیگر نقش اول زن | نامزدشده | [ ۳۹ ] |

## جایزه گلدن گلوب
جایزه گلدن گلوب توسط اعضای انجمن مطبوعات خارجی هالیوود برای بزرگداشت پیشرفت‌ها در فیلم‌ها و برنامه‌های تلویزیونی داخلی و خارجی اهدا می‌شود.
| سال  | اثر نامزدشده     | دسته                                                    | نتیجه    | منبع   |
| ---- | ---------------- | ------------------------------------------------------- | -------- | ------ |
| ۲۰۰۸ | افسون‌زده         | بهترین بازیگر زن - فیلم موزیکال یا کمدی                 | نامزدشده | [ ۴۱ ] |
| ۲۰۰۹ | تردید            | بهترین بازیگر نقش مکمل زن                               | نامزدشده | [ ۴۲ ] |
| ۲۰۱۱ | مشت‌زن            | بهترین بازیگر نقش مکمل زن                               | نامزدشده | [ ۴۳ ] |
| ۲۰۱۳ | استاد            | بهترین بازیگر نقش مکمل زن                               | نامزدشده | [ ۴۴ ] |
| ۲۰۱۴ | حقه‌بازی آمریکایی | بهترین بازیگر نقش اول زن                                | برنده    | [ ۴۵ ] |
| ۲۰۱۵ | چشمان بزرگ       | بهترین بازیگر نقش اول زن                                | برنده    | [ ۴۶ ] |
| ۲۰۱۷ | نورسیده          | بهترین بازیگر زن فیلم درام                              | نامزدشده | [ ۴۷ ] |
| ۲۰۱۹ | چیزهای تیز       | بهترین بازیگر نقش زن برای سریال کوتاه یا فیلم تلویزیونی | نامزدشده | [ ۴۸ ] |
| ۲۰۱۹ | معاون            | بهترین بازیگر نقش مکمل زن                               | نامزدشده | [ ۴۸ ] |

## جوایز گاتهام
جوایز گاتهام توسط پروژه فیلم‌سازان مستقل هر ساله به سازندگان فیلم‌های مستقل اهدا می‌شود.
| سال  | اثر نامزدشده و هنرمند | دسته                 | نتیجه | منبع   |
| ---- | --------------------- | -------------------- | ----- | ------ |
| ۲۰۰۵ | جون‌باگ                | جایزهٔ پیشرفت بازیگری | برنده | [ ۵۰ ] |
| ۲۰۱۶ | ایمی آدامز            | جایزهٔ بزرگداشت       | برنده | [ ۵۱ ] |

## جوایز فیلم هالیوود
جوایز فیلم هالیوود همه ساله برای شناخت استعدادها در صنعت فیلم برگزار می‌شود.
| سال  | اثر نامزدشده | دسته                      | نتیجه | منبع   |
| ---- | ------------ | ------------------------- | ----- | ------ |
| ۲۰۱۲ | استاد        | بهترین بازیگر نقش مکمل زن | برنده | [ ۵۳ ] |

## جایزه ایندیپندنت اسپیریت
جایزه ایندیپندنت اسپیریت سالانه به بهترین فیلم‌های مستقل اعطا می‌شود.
| سال  | اثر نامزدشده | دسته                      | نتیجه | منبع   |
| ---- | ------------ | ------------------------- | ----- | ------ |
| ۲۰۰۵ | جون‌باگ       | بهترین بازیگر نقش مکمل زن | برنده | [ ۵۵ ] |

## جایزه فیلم و تلویزیون ایرلندی
ارائه شده توسط جایزه فیلم و تلویزیون ایرلندی.
| سال  | اثر نامزدشده     | دسته                       | نتیجه    | منبع   |
| ---- | ---------------- | -------------------------- | -------- | ------ |
| ۲۰۱۴ | حقه‌بازی آمریکایی | بهترین بازیگر زن بین‌المللی | نامزدشده | [ ۵۷ ] |

## جایزه سینمایی و تلویزیونی ام‌تی‌وی
جایزه سینمایی و تلویزیونی ام‌تی‌وی سالانه توسط ام‌تی‌وی به دستاوردهای برجسته در فیلم اهدا می‌شود. این جایزه از سال ۱۹۹۲ اهدا می‌شود و انتخاب برندگان توسط مخاطبان انجام می‌شود.
| سال  | اثر نامزدشده     | دسته                                                     | نتیجه    | منبع   |
| ---- | ---------------- | -------------------------------------------------------- | -------- | ------ |
| ۲۰۰۷ | افسون‌زده         | بهترین عملکرد کمدی                                       | نامزدشده | [ ۵۹ ] |
| ۲۰۰۷ | افسون‌زده         | بهترین اجرای بازیگر زن                                   | نامزدشده | [ ۵۹ ] |
| ۲۰۰۷ | افسون‌زده         | بهترین بوسه (به اشتراک گذاشته‌شده با پاتریک دمپسی)        | نامزدشده | [ ۵۹ ] |
| ۲۰۱۰ | مشت‌زن            | بهترین مبارزه                                            | نامزدشده | [ ۶۰ ] |
| ۲۰۱۳ | حقه‌بازی آمریکایی | بهترین اجرای بازیگر زن                                   | نامزدشده | [ ۶۱ ] |
| ۲۰۱۳ | حقه‌بازی آمریکایی | بهترین اجرای دوتایی (به اشتراک گذاشته‌شده با کریستین بیل) | نامزدشده | [ ۶۱ ] |
| ۲۰۱۳ | حقه‌بازی آمریکایی | بهترین بوسه (به اشتراک گذاشته‌شده با جنیفر لارنس)         | نامزدشده | [ ۶۱ ] |

## جوایز برگزیده کودکان نیکلودین
جوایز برگزیده کودکان نیکلودین، که به عنوان جوایز برگزیده کودکان نیز شناخته‌می‌شود، توسط تلویزیون کابلی نیکلودین، به افتخار بزرگترین هنرمندان سال در سینما، تلویزیون و موسیقی که با رای بینندگان نیکلودین انتخاب می‌شوند، برگزار می‌گردد.
| سال  | اثر نامزدشده                     | دسته            | نتیجه    | منبع   |
| ---- | -------------------------------- | --------------- | -------- | ------ |
| ۲۰۱۱ | ماپت‌ها                           | بازیگر زن محبوب | نامزدشده | [ ۶۳ ] |
| ۲۰۱۷ | بتمن در برابر سوپرمن: طلوع عدالت | بازیگر زن محبوب | نامزدشده | [ ۶۴ ] |

## جشنواره بین‌المللی فیلم پام اسپرینگز
جشنواره بین‌المللی فیلم پام اسپرینگز همه ساله در ماه ژانویه، در شهر پام اسپرینگزِ ایالت کالیفرنیا، در کشور آمریکا برگزار می‌شود.
| سال  | اثر نامزدشده     | دسته                 | نتیجه | منبع   |
| ---- | ---------------- | -------------------- | ----- | ------ |
| ۲۰۰۸ | تردید            | جایزهٔ اسپات‌لایت      | برنده | [ ۶۶ ] |
| ۲۰۱۴ | حقه‌بازی آمریکایی | بهترین گروه بازیگران | برنده | [ ۶۷ ] |
| ۲۰۱۶ | نورسیده          | جایزهٔ ریاست          | برنده | [ ۶۶ ] |

## جایزه برگزیده مردم
جایزه برگزیده مردم جوایزی آمریکایی است برای شناخت مردم و کار فرهنگ عامه است. این مراسم از سال ۱۹۷۵ برگزار می‌شود که در آن بهترین‌های سینما، تلویزیون و موسیقی با رأی مردم انتخاب می‌شوند.
| سال  | اثر نامزدشده                     | دسته                        | نتیجه    | منبع   |
| ---- | -------------------------------- | --------------------------- | -------- | ------ |
| ۲۰۱۴ | مرد پولادین                      | بازیگر فیلم درام مورد علاقه | نامزدشده | [ ۶۹ ] |
| ۲۰۱۶ | بتمن در برابر سوپرمن: طلوع عدالت | بازیگر فیلم درام مورد علاقه | نامزدشده | [ ۷۰ ] |

## جایزه امی ساعات پربیننده
جایزه امی ساعات پربیننده مراسمی است که توسط آکادمی هنرها و علوم تلویزیون برای ارج نهادن به دستاوردهای صنعت تلویزیون برگزار می‌شود.
| سال  | اثر نامزدشده | دسته                                                         | نتیجه    | منبع   |
| ---- | ------------ | ------------------------------------------------------------ | -------- | ------ |
| ۲۰۱۹ | چیزهای تیز   | بهترین مجموعه تلویزیونی کوتاه                                | نامزدشده | [ ۷۲ ] |
| ۲۰۱۹ | چیزهای تیز   | بهترین بازیگر زن در مجموعه تلویزیونی کوتاه یا فیلم تلویزیونی | نامزدشده | [ ۷۲ ] |

## جایزه ستلایت
جایزه ستلایت مجموعه‌ای از جوایز سالانه است که توسط آکادمی بین‌المللی مطبوعات اهدا می‌شود.
| سال  | اثر نامزدشده     | دسته                      | نتیجه    | منبع   |
| ---- | ---------------- | ------------------------- | -------- | ------ |
| ۲۰۰۵ | جون‌باگ           | بهترین بازیگر نقش مکمل زن | نامزدشده | [ ۷۴ ] |
| ۲۰۰۷ | افسون‌زده         | بهترین بازیگر نقش اول زن  | نامزدشده | [ ۷۵ ] |
| ۲۰۱۰ | مشت‌زن            | بهترین بازیگر نقش مکمل زن | نامزدشده | [ ۷۶ ] |
| ۲۰۱۲ | استاد            | بهترین بازیگر نقش مکمل زن | نامزدشده | [ ۷۷ ] |
| ۲۰۱۳ | حقه‌بازی آمریکایی | بهترین بازیگر نقش اول زن  | نامزدشده | [ ۷۸ ] |
| ۲۰۱۶ | حیوانات شب‌زی     | بهترین بازیگر نقش اول زن  | نامزدشده | [ ۷۹ ] |
| ۲۰۱۸ | چیزهای تیز       | بهترین بازیگر نقش اول زن  | برنده    | [ ۸۰ ] |

## جایزه ساترن
جایزه ساترن سالانه توسط آکادمی فیلم‌های علمی-تخیلی، فانتزی و ترسناک اهدا می‌شود.
| سال  | اثر نامزدشده | دسته                                 | نتیجه    | منبع   |
| ---- | ------------ | ------------------------------------ | -------- | ------ |
| ۲۰۰۸ | افسون‌زده     | جایزه ساترن بهترین بازیگر نقش اول زن | برنده    | [ ۸۲ ] |
| ۲۰۱۷ | نورسیده      | جایزه ساترن بهترین بازیگر نقش اول زن | نامزدشده | [ ۸۳ ] |

## جایزه انجمن بازیگران فیلم
جایزه انجمن بازیگران فیلم توسط انجمنی به همین نام و با هدف بزرگداشت دستاوردهای برجسته در فیلم و تلویزیون اهدا می‌شود.
| سال  | اثر نامزدشده     | دسته                                                    | نتیجه    | منبع   |
| ---- | ---------------- | ------------------------------------------------------- | -------- | ------ |
| ۲۰۰۵ | جون‌باگ           | بهترین بازیگر نقش مکمل زن                               | نامزدشده | [ ۸۵ ] |
| ۲۰۰۸ | تردید            | بهترین بازیگر نقش مکمل زن                               | نامزدشده | [ ۸۶ ] |
| ۲۰۰۸ | تردید            | بهترین بازیگر                                           | نامزدشده | [ ۸۶ ] |
| ۲۰۱۰ | مشت‌زن            | بهترین بازیگر نقش مکمل زن                               | نامزدشده | [ ۸۷ ] |
| ۲۰۱۰ | مشت‌زن            | بهترین بازیگر                                           | نامزدشده | [ ۸۷ ] |
| ۲۰۱۳ | حقه‌بازی آمریکایی | بهترین بازیگر                                           | برنده    | [ ۸۸ ] |
| ۲۰۱۶ | ورود             | بهترین بازیگر نقش اول زن                                | نامزدشده | [ ۸۹ ] |
| ۲۰۱۸ | معاون            | بهترین بازیگر نقش مکمل زن                               | نامزدشده | [ ۹۰ ] |
| ۲۰۱۸ | چیزهای تیز       | بهترین بازیگر نقش زن برای سریال کوتاه یا فیلم تلویزیونی | نامزدشده | [ ۹۰ ] |
| ۲۰۲۰ | مرثیه هیلبیلی    | برای بهترین بازیگر نقش اول زن                           | نامزدشده | [ ۹۱ ] |

## جشنواره فیلم ساندنس
جشنواره فیلم ساندنس بزرگ‌ترین جشنواره فیلم‌های مستقل در آمریکا محسوب می‌شود که سالانه برگزار می‌شود.
| سال  | اثر نامزدشده | دسته                                | نتیجه | منبع   |
| ---- | ------------ | ----------------------------------- | ----- | ------ |
| ۲۰۰۵ | جون‌باگ       | جایزه ویژه هیئت داوران برای بازیگری | برنده | [ ۹۳ ] |

## جوایز تی‌سی‌ای
جوایز تی‌سی‌ای توسط انجمن منتقدان تلویزیون برای به رسمیت شناختن بهترین‌ها در تلویزیون اهدا می‌شود.
| سال  | اثر نامزدشده | دسته                        | نتیجه    | منبع   |
| ---- | ------------ | --------------------------- | -------- | ------ |
| ۲۰۱۹ | چیزهای تیز   | موفقیت فردی در فیلم‌های درام | نامزدشده | [ ۹۵ ] |

## جوایز برگزیده نوجوانان
جوایز برگزیده نوجوانان به‌طور سالانه توسط نوجوانان انتخاب و اهدا می‌شود و مراسم آن از شبکه فاکس پخش می‌شود.
| سال  | اثر نامزدشده                     | دسته                    | نتیجه    | منبع    |
| ---- | -------------------------------- | ----------------------- | -------- | ------- |
| ۲۰۰۷ | افسون‌زده                         | بازیگر زن منتخب: کمدی   | نامزدشده | [ ۹۷ ]  |
| ۲۰۰۹ | شب در موزه: نبرد اسمیتسونین      | بازیگر زن منتخب: کمدی   | نامزدشده | [ ۹۸ ]  |
| ۲۰۱۳ | مرد پولادین                      | ستاره فیلم تابستانی: زن | نامزدشده | [ ۹۹ ]  |
| ۲۰۱۳ | مرد پولادین                      | فیلم منتخب: لب‌دوز       | نامزدشده | [ ۹۹ ]  |
| ۲۰۱۶ | بتمن در برابر سوپرمن: طلوع عدالت | فیلم منتخب: لب‌دوز       | نامزدشده | [ ۱۰۰ ] |
| ۲۰۱۶ | بتمن در برابر سوپرمن: طلوع عدالت | بازیگر زن منتخب: فانتزی | نامزدشده | [ ۱۰۱ ] |
| ۲۰۱۷ | نورسیده                          | بازیگر زن منتخب: فانتزی | نامزدشده | [ ۱۰۲ ] |

## جوایز دیگر
این بخش شامل جوایز مربوط به فیلم یا پروژه خاصی نیست.
| سال  | جایزه                   | اهدا توسط                  | دسته                              | منبع            |
| ---- | ----------------------- | -------------------------- | --------------------------------- | --------------- |
| ۲۰۱۷ | جایزه فیلم‌خانه آمریکایی | سازمان فیلم سینمایی آمریکا | سهم قابل توجه در هنر تصاویر متحرک | [ ۱۰۳ ]         |
| ۲۰۱۸ | جایزهٔ گیوینگ تری        | سازمان بیبی‌توبیبی          | کمک به کودکان کم درآمد            | [ ۱۰۴ ] [ ۱۰۵ ] |

## جوایز منتقدان
| سال  | اثر نامزدشده     | انجمن                                     | دسته                      | نتیجه    | منبع    |
| ---- | ---------------- | ----------------------------------------- | ------------------------- | -------- | ------- |
| ۲۰۰۵ | جون‌باگ           | حلقه منتقدان فیلم فلوریدا                 | بهترین بازیگر نقش مکمل زن | برنده    | [ ۱۰۶ ] |
| ۲۰۰۵ | جون‌باگ           | جامعه ملی منتقدان فیلم                    | بهترین بازیگر نقش مکمل زن | برنده    | [ ۱۰۷ ] |
| ۲۰۰۵ | جون‌باگ           | حلقه برخط منتقدان فیلم نیویورک            | بهترین بازیگر نقش مکمل زن | برنده    | [ ۱۰۸ ] |
| ۲۰۰۵ | جون‌باگ           | حلقه منتقدان فیلم سان‌فرانسیسکو            | بهترین بازیگر نقش مکمل زن | برنده    | [ ۱۰۹ ] |
| ۲۰۰۵ | جون‌باگ           | حلقه منتقدان فیلم ونکوور                  | بهترین بازیگر نقش مکمل زن | برنده    | [ ۱۱۰ ] |
| ۲۰۰۵ | جون‌باگ           | انجمن منتقدان فیلم منطقه واشینگتن، دی.سی. | بهترین بازیگر نقش مکمل زن | برنده    | [ ۱۱۱ ] |
| ۲۰۰۵ | جون‌باگ           | انجمن منتقدان فیلم دالاس‌فورت وورث         | بهترین بازیگر نقش مکمل زن | نامزدشده | [ ۱۱۲ ] |
| ۲۰۰۵ | جون‌باگ           | انجمن منتقدان فیلم لس آنجلس               | بهترین بازیگر نقش مکمل زن | نامزدشده | [ ۱۱۳ ] |
| ۲۰۰۵ | جون‌باگ           | جامعه آنلاین منتقدان فیلم                 | بهترین بازیگر نقش مکمل زن | نامزدشده | [ ۱۱۴ ] |
| ۲۰۰۵ | جون‌باگ           | حلقه منتقدان فیلم دوبلین                  | جایزهٔ نقش برجسته          | نامزدشده | [ ۱۱۵ ] |
| ۲۰۰۷ | افسون‌زده         | اتحادیه زنان روزنامه‌نگار سینمایی          | دستیابی به موفقیت در اجرا | نامزدشده | [ ۱۱۶ ] |
| ۲۰۰۷ | افسون‌زده         | انجمن منتقدان فیلم دیترویت                | بهترین بازیگر نقش اول زن  | نامزدشده | [ ۱۱۷ ] |
| ۲۰۰۸ | تردید            | جامعه منتقدان فیلم هیوستون                | بهترین بازیگران           | برنده    | [ ۱۱۸ ] |
| ۲۰۰۸ | تردید            | هیئت ملی بازبینی فیلم                     | بهترین بازیگران           | برنده    | [ ۱۱۹ ] |
| ۲۰۰۸ | تردید            | انجمن منتقدان فیلم منطقه واشینگتن، دی. سی | بهترین گروه بازیگران      | برنده    | [ ۱۲۰ ] |
| ۲۰۰۸ | تردید            | انجمن منتقدان فیلم شیکاگو                 | بهترین بازیگر نقش مکمل زن | نامزدشده | [ ۱۲۱ ] |
| ۲۰۰۸ | تردید            | انجمن منتقدان فیلم دیترویت                | بهترین بازیگر نقش مکمل زن | نامزدشده | [ ۱۲۲ ] |
| ۲۰۰۸ | تردید            | انجمن منتقدان فیلم برخط                   | بهترین بازیگر نقش مکمل زن | نامزدشده | [ ۱۲۳ ] |
| ۲۰۱۰ | مشت‌زن            | اتحادیه زنان روزنامه‌نگار سینمایی          | بهترین بازیگر نقش مکمل زن | نامزدشده | [ ۱۲۴ ] |
| ۲۰۱۰ | مشت‌زن            | انجمن منتقدان فیلم بوستون                 | بهترین گروه بازیگران      | برنده    | [ ۱۲۵ ] |
| ۲۰۱۰ | مشت‌زن            | انجمن منتقدان فیلم دیترویت                | بهترین بازیگر نقش مکمل زن | برنده    | [ ۱۲۶ ] |
| ۲۰۱۰ | مشت‌زن            | انجمن منتقدان فیلم دیترویت                | بهترین گروه بازیگران      | نامزدشده | [ ۱۲۶ ] |
| ۲۰۱۰ | مشت‌زن            | انجمن منتقدان فیلم شیکاگو                 | بهترین بازیگر نقش مکمل زن | نامزدشده | [ ۱۲۷ ] |
| ۲۰۱۰ | مشت‌زن            | جامعه ملی منتقدان فیلم                    | بهترین بازیگر نقش مکمل زن | نامزدشده | [ ۱۲۸ ] |
| ۲۰۱۰ | مشت‌زن            | انجمن منتقدان فیلم برخط                   | بهترین بازیگر نقش مکمل زن | نامزدشده | [ ۱۲۹ ] |
| ۲۰۱۰ | مشت‌زن            | انجمن منتقدان فیلم سن دیگو                | بهترین گروه بازیگران      | نامزدشده | [ ۱۳۰ ] |
| ۲۰۱۰ | مشت‌زن            | انجمن منتقدان فیلم سنت لوئیس              | بهترین بازیگر نقش مکمل زن | نامزدشده | [ ۱۳۱ ] |
| ۲۰۱۰ | مشت‌زن            | انجمن منتقدان فیلم تورنتو                 | بهترین بازیگر نقش مکمل زن | نامزدشده | [ ۱۳۲ ] |
| ۲۰۱۰ | مشت‌زن            | حلقه منتقدان فیلم ونکوور                  | بهترین بازیگر نقش مکمل زن | نامزدشده | [ ۱۳۳ ] |
| ۲۰۱۰ | مشت‌زن            | انجمن منتقدان فیلم منطقه واشینگتن، دی. سی | بهترین بازیگر نقش مکمل زن | نامزدشده | [ ۱۳۴ ] |
| ۲۰۱۰ | مشت‌زن            | انجمن منتقدان فیلم منطقه واشینگتن، دی. سی | بهترین گروه بازیگران      | نامزدشده | [ ۱۳۴ ] |
| ۲۰۱۰ | مشت‌زن            | انجمن منتقدان فیلم لاس وگاس               | بهترین بازیگر نقش مکمل زن | برنده    | [ ۱۳۵ ] |
| ۲۰۱۲ | استاد            | اتحادیه زنان روزنامه‌نگار سینمایی          | بهترین بازیگر نقش مکمل زن | نامزدشده | [ ۱۳۶ ] |
| ۲۰۱۲ | استاد            | انجمن منتقدان فیلم شیکاگو                 | بهترین بازیگر نقش مکمل زن | برنده    | [ ۱۳۷ ] |
| ۲۰۱۲ | استاد            | انجمن منتقدان فیلم لس آنجلس               | بهترین بازیگر نقش مکمل زن | برنده    | [ ۱۳۸ ] |
| ۲۰۱۲ | استاد            | جامعه ملی منتقدان فیلم                    | بهترین بازیگر نقش مکمل زن | برنده    | [ ۱۳۹ ] |
| ۲۰۱۲ | استاد            | حلقه منتقدان فیلم ونکوور                  | بهترین بازیگر نقش مکمل زن | برنده    | [ ۱۴۰ ] |
| ۲۰۱۲ | استاد            | انجمن منتقدان فیلم دالاس‌فورت وورث         | بهترین بازیگر نقش مکمل زن | نامزدشده | [ ۱۴۱ ] |
| ۲۰۱۲ | استاد            | انجمن منتقدان فیلم دیترویت                | بهترین بازیگر نقش مکمل زن | نامزدشده | [ ۱۴۲ ] |
| ۲۰۱۲ | استاد            | جامعه منتقدان فیلم هیوستون                | بهترین بازیگر نقش مکمل زن | نامزدشده | [ ۱۴۳ ] |
| ۲۰۱۲ | استاد            | انجمن منتقدان فیلم برخط                   | بهترین بازیگر نقش مکمل زن | نامزدشده | [ ۱۴۴ ] |
| ۲۰۱۲ | استاد            | انجمن منتقدان فیلم سن دیگو                | بهترین بازیگر نقش مکمل زن | نامزدشده | [ ۱۴۵ ] |
| ۲۰۱۲ | استاد            | انجمن منتقدین فیلم سنت لوئیس گیتوی        | بهترین بازیگر نقش مکمل زن | نامزدشده | [ ۱۴۶ ] |
| ۲۰۱۲ | استاد            | انجمن منتقدان فیلم تورنتو                 | بهترین بازیگر نقش مکمل زن | نامزدشده | [ ۱۴۷ ] |
| ۲۰۱۲ | استاد            | انجمن منتقدان فیلم منطقه واشینگتن، دی. سی | بهترین بازیگر نقش مکمل زن | نامزدشده | [ ۱۴۸ ] |
| ۲۰۱۳ | حقه‌بازی آمریکایی | اتحادیه زنان روزنامه‌نگار سینمایی          | بهترین گروه بازیگران      | برنده    | [ ۱۴۹ ] |
| ۲۰۱۳ | حقه‌بازی آمریکایی | انجمن منتقدان فیلم دیترویت                | بهترین گروه بازیگران      | برنده    | [ ۱۵۰ ] |
| ۲۰۱۳ | حقه‌بازی آمریکایی | حلقه برخط منتقدان فیلم نیویورک            | بهترین گروه بازیگران      | برنده    | [ ۱۰۸ ] |
| ۲۰۱۳ | حقه‌بازی آمریکایی | انجمن منتقدان فیلم سن دیگو                | بهترین بازیگران           | برنده    | [ ۱۵۱ ] |
| ۲۰۱۳ | حقه‌بازی آمریکایی | انجمن منتقدان فیلم دیترویت                | بهترین بازیگر نقش اول زن  | نامزدشده | [ ۱۵۰ ] |
| ۲۰۱۳ | حقه‌بازی آمریکایی | حلقه منتقدان فیلم نیویورک                 | بهترین بازیگر نقش اول زن  | نامزدشده | [ ۱۵۲ ] |
| ۲۰۱۳ | حقه‌بازی آمریکایی | انجمن منتقدین فیلم سنت لوئیس گیتوی        | بهترین بازیگر نقش اول زن  | نامزدشده | [ ۱۵۳ ] |
| ۲۰۱۳ | حقه‌بازی آمریکایی | انجمن منتقدان فیلم منطقه واشینگتن، دی. سی | بهترین گروه بازیگران      | نامزدشده | [ ۱۵۴ ] |
| ۲۰۱۶ | نورسیده          | هیئت ملی بازبینی فیلم                     | بهترین بازیگر نقش اول زن  | برنده    | [ ۱۵۵ ] |
| ۲۰۱۶ | نورسیده          | انجمن منتقدان فیلم منطقه واشینگتن، دی. سی | بهترین بازیگر نقش اول زن  | نامزدشده | [ ۱۵۶ ] |
| ۲۰۱۶ | نورسیده          | حلقه منتقدان فیلم سان فرانسیسکو           | بهترین بازیگر نقش اول زن  | نامزدشده | [ ۱۵۷ ] |
| ۲۰۱۶ | نورسیده          | انجمن منتقدین فیلم سنت لوئیس گیتوی        | بهترین بازیگر نقش اول زن  | نامزدشده | [ ۱۵۸ ] |
| ۲۰۱۶ | نورسیده          | انجمن منتقدان فیلم شیکاگو                 | بهترین بازیگر نقش اول زن  | نامزدشده | [ ۱۵۹ ] |
| ۲۰۱۶ | نورسیده          | انجمن منتقدان فیلم دالاس‌فورت وورث         | بهترین بازیگر نقش اول زن  | نامزدشده | [ ۱۶۰ ] |
| ۲۰۱۶ | نورسیده          | انجمن منتقدین فیلم آستین                  | بهترین بازیگر نقش اول زن  | نامزدشده | [ ۱۶۱ ] |
| ۲۰۱۶ | نورسیده          | انجمن منتقدان فیلم دیترویت                | بهترین بازیگر نقش اول زن  | نامزدشده | [ ۱۶۲ ] |
| ۲۰۱۶ | نورسیده          | جامعه منتقدان فیلم هیوستون                | بهترین بازیگر نقش اول زن  | نامزدشده | [ ۱۶۳ ] |
| ۲۰۱۶ | نورسیده          | حلقه منتقدان فیلم ونکوور                  | بهترین بازیگر نقش اول زن  | نامزدشده | [ ۱۶۴ ] |
| ۲۰۱۶ | نورسیده          | اتحادیه زنان روزنامه‌نگار سینمایی          | بهترین بازیگر نقش اول زن  | نامزدشده | [ ۱۶۵ ] |
| ۲۰۱۶ | نورسیده          | حلقه منتقدان فیلم لندن                    | بهترین بازیگر زن سال      | نامزدشده | [ ۱۶۶ ] |
| ۲۰۱۶ | نورسیده          | انجمن منتقدان فیلم برخط                   | بهترین بازیگر نقش اول زن  | نامزدشده | [ ۱۶۷ ] |
| ۲۰۱۸ | معاون            | حلقه منتقدان فیلم کانزاس‌سیتی              | بهترین بازیگر نقش مکمل زن | برنده    | [ ۱۶۸ ] |
| ۲۰۱۸ | معاون            | انجمن منتقدان فیلم دیترویت                | بهترین بازیگر نقش مکمل زن | نامزدشده | [ ۱۶۹ ] |
| ۲۰۱۸ | معاون            | انجمن منتقدان فیلم دالاس‌فورت وورث         | بهترین بازیگر نقش مکمل زن | نامزدشده | [ ۱۷۰ ] |
| ۲۰۱۸ | معاون            | جامعه منتقدان فیلم هیوستون                | بهترین بازیگر نقش مکمل زن | نامزدشده | [ ۱۷۱ ] |
| ۲۰۱۸ | معاون            | انجمن منتقدان فیلم دنور                   | بهترین بازیگر نقش مکمل زن | نامزدشده | [ ۱۷۲ ] |
| ۲۰۱۸ | معاون            | حلقه برخط منتقدان فیلم لس‌آنجلس            | بهترین بازیگر نقش مکمل زن | نامزدشده | [ ۱۷۳ ] |
| ۲۰۱۸ | معاون            | انجمن منتقدین فیلم آستین                  | بهترین بازیگر نقش مکمل زن | نامزدشده | [ ۱۷۴ ] |
| ۲۰۱۸ | معاون            | حلقه منتقدان فیلم فونیکس                  | بهترین بازیگر نقش مکمل زن | نامزدشده | [ ۱۷۵ ] |
| ۲۰۱۸ | معاون            | حلقه منتقدان فیلم سان فرانسیسکو           | بهترین بازیگر نقش مکمل زن | نامزدشده | [ ۱۷۶ ] |
| ۲۰۱۸ | معاون            | انجمن منتقدین فیلم جورجیا                 | بهترین بازیگر نقش مکمل زن | نامزدشده | [ ۱۷۷ ] |
| ۲۰۱۸ | معاون            | انجمن منتقدین فیلم سنت لوئیس گیتوی        | بهترین بازیگر نقش مکمل زن | نامزدشده | [ ۱۷۸ ] |